# Patriarcado de Karlovci

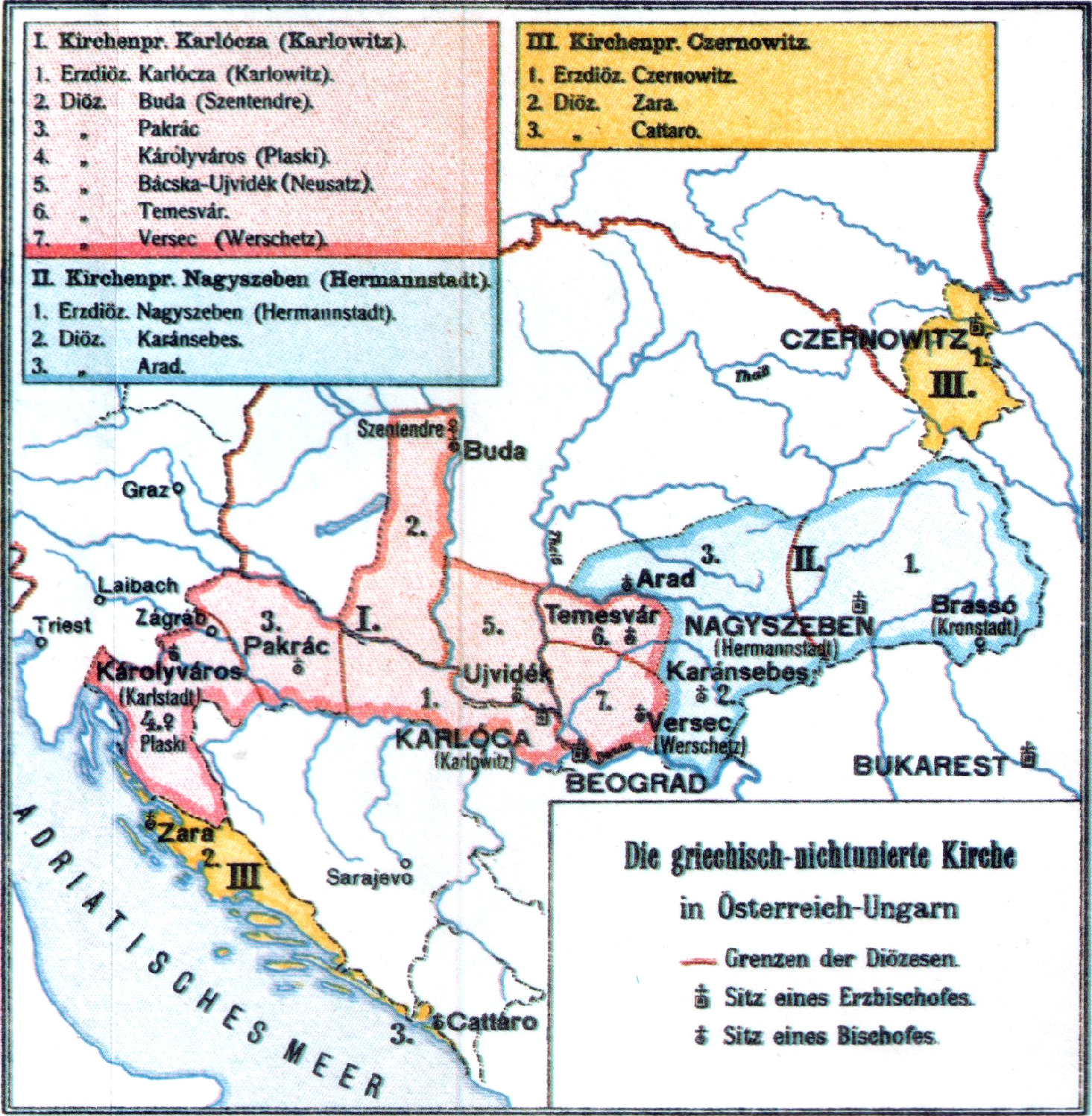
Patriarcado de Karlovci em 1909

O Patriarcado de Karlovci (sérvio: Карловачка патријаршија, romanizado:  Karlovačka patrijaršija) ou Patriarcado sérvio de Sremski Karlovci (sérvio: Српска патријаршија у Сремским Карловцима, romanizado: Srpska patrijaršija u Sremskim Karlovcima), foi uma Igreja Ortodoxa autocéfala histórica que existiu entre 1848 e 1920, uma das várias jurisdições ortodoxas que foram estabelecidas no Império Austro-Húngaro. Foi formado em 1848, quando a Metrópole de Karlovci, que compreendia os súditos sérvios do Império, foi elevada a patriarcado. O Patriarcado de Karlovci existiu até 1920 (nominalmente), quando junto com algumas outras jurisdições ortodoxas no extinto Império, bem como a Metrópole de Cetinje, foi fundido com a Metrópole de Belgrado para formar a Igreja Ortodoxa Sérvia. A sede do Patriarcado era em Karlovci (hoje Sremski Karlovci, Voivodina, Sérvia) e depois de 1918 no Reino dos Sérvios, Croatas e Eslovenos. Não foi reconhecido pelo Patriarcado de Constantinopla.

## História

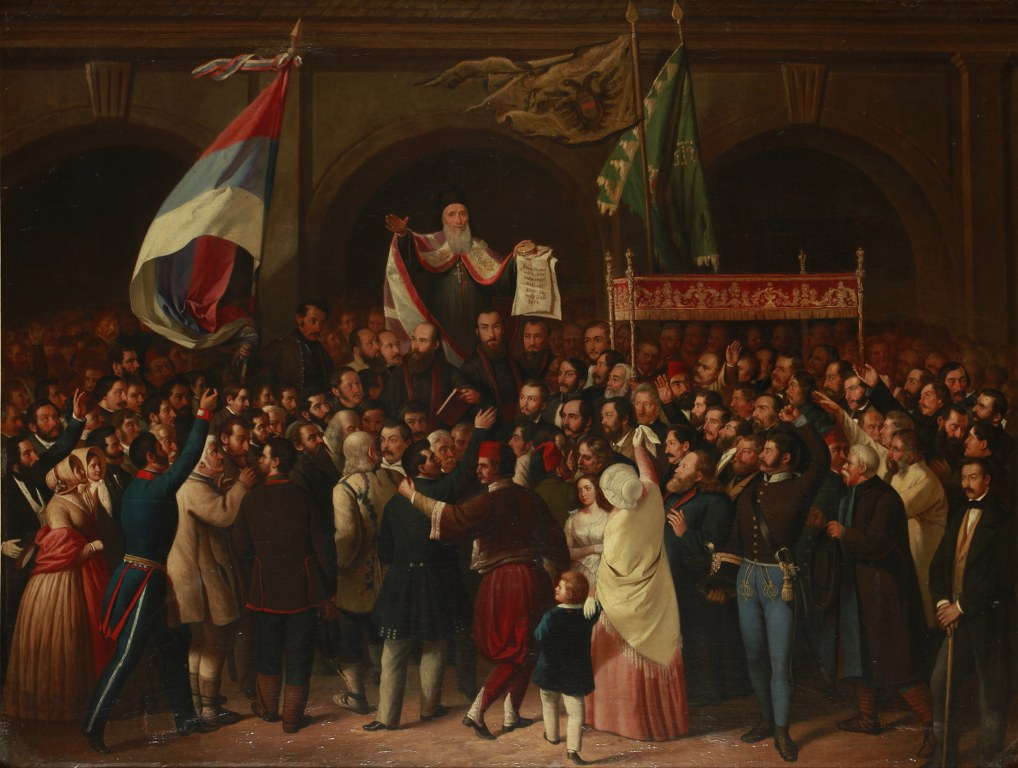
Assembléia de Maio, na qual o Metropolita José foi proclamado Patriarca.

Na Assembléia de Maio em Sremski Karlovci em 1848, antes da revolta sérvia de 1848-1849, os sérvios da Monarquia de Habsburgo proclamaram a criação da Voivodina Sérvia, uma região autônoma sérvia dentro da Monarquia. O metropolita de Karlovci, José Rajačić, também foi proclamado "patriarca sérvio", assim a Metrópole de Karlovci tornou-se um Patriarcado. O título de "patriarca sérvio" dado a Rajačić foi confirmado pelo Imperador Francisco José I no mesmo ano.
Esta confirmação de Rajačić como o Patriarca Sérvio, e Estevão Šupljikac como Vojvoda, foi um movimento político feito pelo Imperador Francisco José I. Ele foi confrontado com a revolução em seu país e teve dificuldades para subjugar os húngaros sob Kossuth. Šupljikac e seu colega croata, José Jelačić, apoiaram o imperador contra os húngaros.
A posição da Igreja Ortodoxa Sérvia e dos Sérvios na Áustria e na Hungria foi regulamentada em reformas trazidas primeiro pela Imperatriz Maria Teresa e depois pelo Imperador José II. O Conselho Popular da Igreja Sérvia de 1769 regulamentou o status dos sérvios e da Igreja em um documento especial chamado "Regulamento" e, posteriormente, no "Rescrito Declaratório da Nação Ilíria" emitido por Maria Teresa em 1779. Esses atos regulamentavam a vida da Metrópole de Karlovci até 1868. O imperador Francisco José I publicou um decreto especial regulando os assuntos da Igreja Ortodoxa Sérvia e seu decreto vigorou até a unificação das Igrejas Sérvias em 1920.
O estabelecimento do Patriarcado em Karlovci foi visto como a restauração da unidade sérvia na Áustria e na Hungria e o patriarca foi até considerado o personagem principal entre os sérvios. Alguns autores afirmaram que, na verdade, a dinastia dos Habsburgos na Áustria fundou o Patriarcado de Karlovci.
Em 1865, os romenos ortodoxos que estavam sob jurisdição do Patriarcado de Karlovci foram separados e transferidos para a jurisdição da recém-criada Metrópole Romena de Sibiu. O processo foi realizado por mútuo acordo que incluiu a transferência da Eparquia de Arad e partes orientais da Eparquia de Temišvar e Eparquia de Vršac.
Em 1873, o Bispado de Chernivtsi na Bucovina, que desde 1783 estava sob a jurisdição espiritual de Karlovci, foi elevado a  Arcebispado quando foi criado a nova Metrópole da Bucovinia e Dalmácia. O novo arcebispo de Chernivtsi ganhou jurisdição sobre as eparquias sérvias da Dalmácia e Kotor, que também estavam (até então) sob jurisdição espiritual de Karlovci.
O Imperador Francisco José I exerceu controle total sobre o Patriarcado. Em 1890, contrariando a decisão do Congresso da Igreja Sérvia e a tradição ortodoxa, ele promoveu George Branković ao trono patriarcal. Dessa forma, o imperador desacreditou a hierarquia da Igreja aos olhos dos leigos e encorajou a ascensão do anticlerical Partido Radical do Povo Sérvio na Áustria-Hungria.
O último patriarca, Luciano Bogdanović, foi assassinado em 1913. Após sua morte, o trono patriarcal permaneceu vago nos últimos sete anos de sua existência, com os seguintes bispos servindo como locum tenens: Miron (Nikolić) de Pakrac (1913 e 1914-1919 ), Mihailo (Grujić) de Gornji Karlovac (1913–1914) e Georgije (Letić) de Temišvar (1919–1920; coadjutor 1918–1919).
Após a dissolução da Áustria-Hungria no outono de 1918, o Patriarcado de Karlovci foi em 1920 fundido na recém-unida Igreja Ortodoxa Sérvia sob um patriarca sérvio residente em Belgrado.

## Eparquias
Incluía as seguintes eparquias:
| Eparquia                    | Cátedra                  | Notas                          |
| --------------------------- | ------------------------ | ------------------------------ |
| Arquieparquia de Karlovci   | Sremski Karlovci         |                                |
| Eparquia de Buda            | Szentendre (Sentandreja) |                                |
| Eparquia de Pakrac          | Pakrac                   | Agora Eparquia da Eslvônia     |
| Eparquia de Gornji Karlovac | Karlovac                 |                                |
| Eparquia de Bačka           | Novi Sad                 | Bačka                          |
| Eparquia de Temišvar        | Timișoara (Temišvar)     |                                |
| Eparquia de Vršac           | Vršac                    |                                |
| Eparquia de Arad            | Arad                     | Até 1865                       |
| Eparquia da Bucovina        | Chernivtsi               | Jurisdição espiritual apenas   |
| Eparquia da Dalmácia        | Šibenik                  | Jurisdição espiritual até 1873 |
| Eparquia de Kotor           | Kotor                    | Jurisdição espiritual até 1873 |

## Patriarcas

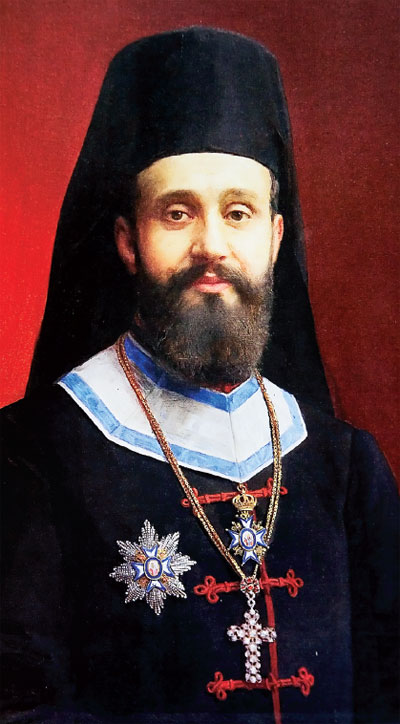
Luciano Bogdanović, último Patriarca sérvio em Karlovci

- Luciano Bogdanović, último Patriarca sérvio em KarlovciJosé (1848–1861) - Arcebispo de Karlovci e Patriarca Sérvio. Primeiro Patriarca em Karlovci;
- Samuel (1864-1870) - Arcebispo de Karlovci e Patriarca Sérvio;
- Procópio (1874–1879) - Arcebispo de Karlovci e Patriarca Sérvio;
- Germano (1881–1888) - Arcebispo de Karlovci e Patriarca Sérvio;
- George (1890–1907) - Arcebispo de Karlovci e Patriarca Sérvio;
- Luciano (1908–1913) - Arcebispo de Karlovci e Patriarca Sérvio. Último Patriarca em Karlovci. Assassinado em Bad Gastein em circunstâncias pouco claras;
  - Miron de Pakrac (1913) - Lugar-tenente;
  - Mihailo de Gornji Karlovac (1913–1914) - Lugar-tenente;
  - Miron de Pakrac (1914-1919) - Lugar-tenente;
  - Georgije de Temišvar (1918–1919) - Coadjutor;
  - Georgije de Temišvar (1919–1920) - Lugar-tenente.